# 大口清信
大口 清信（おおぐち きよのぶ、? - 享保16年（1731年）8月10日）は、江戸時代中期ごろの武士。通称は茂右衛門。阿波徳島藩大口氏4代当主。

## 経歴
清信は、阿波徳島藩家臣大口清行の長男に生まれる。母は山田権左衛門の妹。幼名を大口長太郎といい、元服して大口茂右衛門清信と名乗った。父の清行とともに徳島藩蜂須賀家に仕えた。
寛文10年（1670年）11月6日、清行が病死すると、同11年（1671年）1月1日に家督を継ぐ。阿波大口家の4代当主となって、蜂須賀家の城下に250石を領した。蜂須賀家の小姓であったともいう。清信は男子が生まれなかったため、娘を山田宗充の三男に嫁がせて養子に迎え入れた。享保16年（1731年）8月10日、病死した。

## 氏族
大口氏は、藤原秀郷の末裔とされ、伊勢国大口郷（現在の三重県松阪市大口町付近）に本拠を置く土豪となった。つまり本姓は藤原であるため、正式な姓名は藤原清信である。阿波大口家は代々阿波徳島藩に仕えた。清信の跡を継いだ大口清紀は養子であるため、男系の系統は清信の代で断絶した。

## 系譜
- 曾祖父：大口茂右衛門清古
- 祖父：大口伊兵衛清秀
- 父：大口伊兵衛清行
- 母：山田権左衛門某妹
- 妻：黒部市郎左衛門某娘
  - 長女：大口彌次兵衛清紀室
  - 養子：大口彌次兵衛清紀